# Primi agricoltori europei

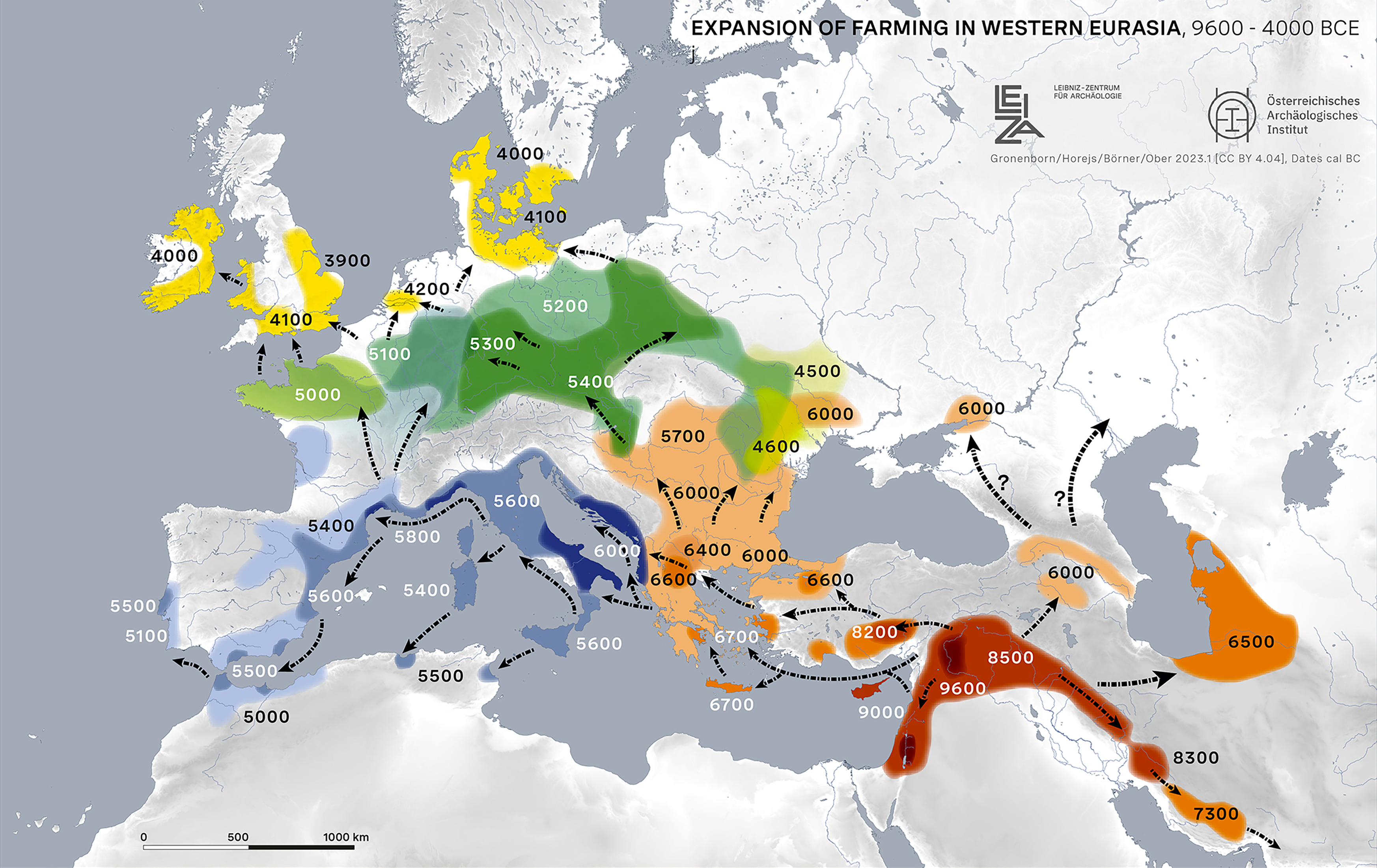
Espansione dell'agricoltura tra il 9600 e il 4000 a.C.

In archeogenetica, i termini Anatolian Neolithic Farmers (ANF), Early European Farmers (EEF), First European Farmers (FEF), Neolithic European Farmers o Ancient Aegean Farmers (ANF) sono nomi dati a una distinta componente ancestrale che rappresenta la discendenza dai primi agricoltori neolitici dell'Europa, derivata in larga parte dai cacciatori-raccoglitori anatolici e per la restante parte da componenti provenienti dall’antico Iran/Caucaso così come dal Levante antico.
Si ritiene che gli antenati degli EEF si siano separati dai cacciatori-raccoglitori occidentali (WHG) intorno al 43.000 a.C. e che si siano separati dai cacciatori-raccoglitori caucasici (CHG) intorno al 23.000 a.C. Gli EEF migrarono in gran numero dall'Anatolia ai Balcani durante il VII millennio a.C., dove rimpiazzarono quasi completamente i WHG, importando la rivoluzione neolitica. Nei Balcani, gli EEF si divisero in due rami, che si espansero più a ovest in Europa lungo il Danubio (cultura della ceramica lineare) e nel Mediterraneo occidentale (Cultura della ceramica cardiale). 

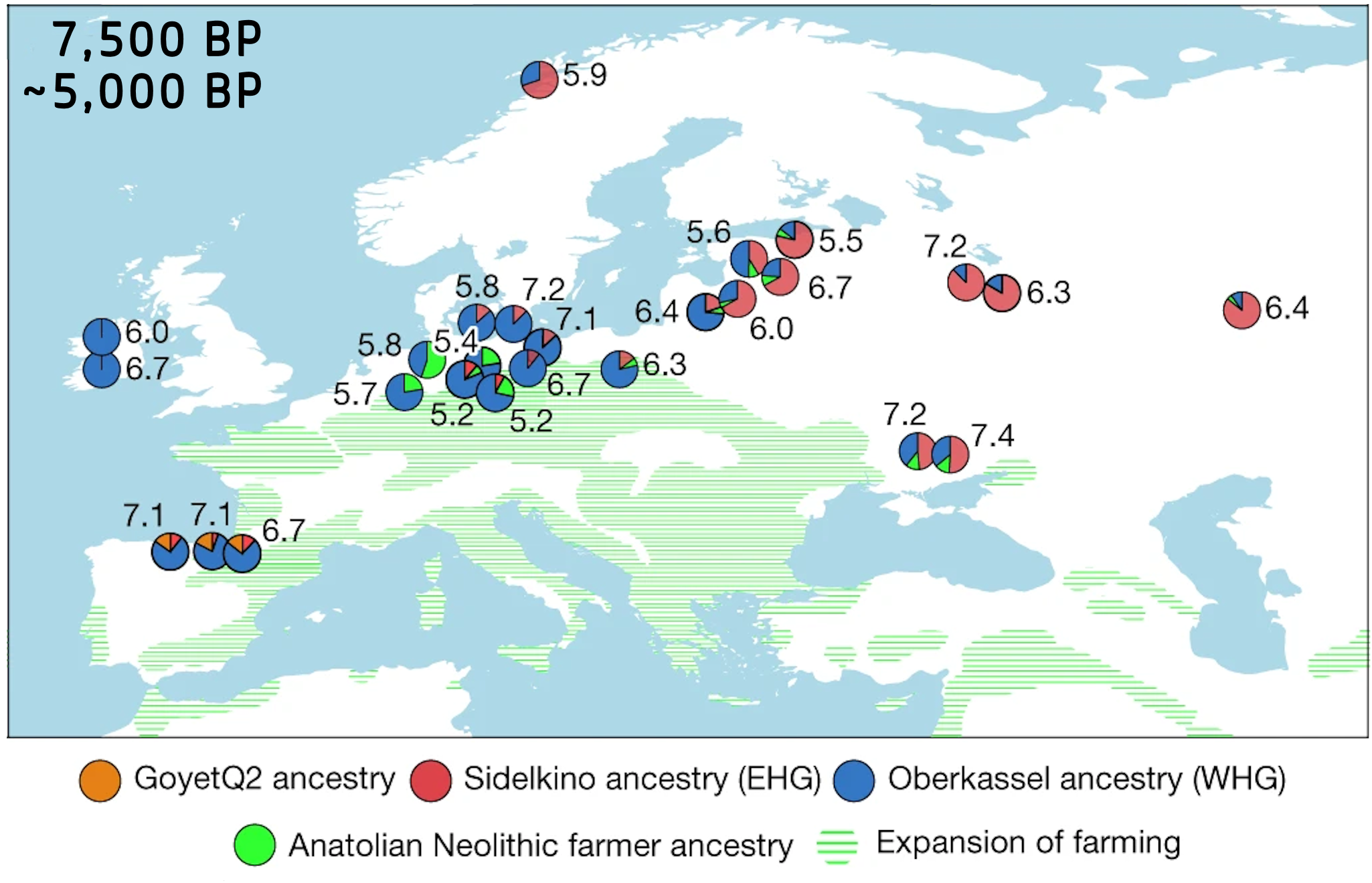
Eredità genetica residua dei cacciatori-raccoglitori europei (in arancione, blu e rosso) durante l'espansione della rivoluzione neolitica (5500-3000 a.C.)

Tuttavia, gran parte dell'Europa settentrionale e dell'Europa orientale non vennero inizialmente colonizzate dagli EEF. Durante il Neolitico medio ci fu una rinascita in gran parte maschile di ascendenza WHG tra molte comunità derivate da EEF.
Durante il Calcolitico e la prima età del bronzo, le culture europee derivanti dagli EEF furono sopraffatte dalle successive invasioni di pastori delle steppe occidentali (WSH) dalla steppa pontico-caspica, che erano cacciatori-raccoglitori orientali (EHG) con mescolanza di CHG.
L'ascendenza EEF rimane in tutta Europa, variando da circa il 60% vicino al Mar Mediterraneo, on un picco del 65% in Sardegna, e diminuendo verso nord a circa il 10% nella Scandinavia settentrionale.